# トヨタ モーター エンジニアリング アンド マニファクチャリング ノース アメリカ
トヨタ モーター エンジニアリング アンド マニファクチャリング ノース アメリカ株式会社（Toyota Motor Engineering & Manufacturing North America, Inc.）は、アメリカ合衆国におけるトヨタ自動車の研究開発・製造統括会社である。略称TEMA。

## 概要
トヨタ モーター エンジニアリング アンド マニファクチャリング ノース アメリカ株式会社（TEMA）は、トヨタ モーター マニファクチャリング ノース アメリカ株式会社（TMMNA）と、トヨタテクニカルセンター・USA株式会社（TTC）の統合により、2006年に設立された研究開発・製造統括会社である。初代取締役社長は須藤誠一。その後「北米ワントヨタ」活動により、本社がテキサス州プレイノの北米統括事業体トヨタ モーター ノース アメリカ（TMNA）社屋内へ移転した。